# Дубровки (Дмитровский городской округ)
Дубровки — деревня в Дмитровском районе Московской области, в составе городского поселения Дмитров. Население — 1119 чел. (2010). В 1923—1939 годах была центром Дубровского сельсовета. До 2006 года Дубровки входили в состав Кузяевского сельского округа. В деревне действует церковь Сошествия Святого Духа 1754 года постройки.

## Расположение
Деревня расположена в южной части района, примерно в 14 км южнее Дмитрова, на безымянном ручье, бывшем левом притоке Икши (сейчас впадает в канал им. Москвы), высота центра над уровнем моря 198 м. Ближайшие населённые пункты — примыкающий на западе посёлок Подосинки, Никульское на севере и Горки на северо-востоке.

## Население
| 2002 | 2006 | 2010  |
| ---- | ---- | ----- |
| 90   | ↘62  | ↗1119 |

Резкий прирост населения связан с прописыванием в деревне расположенного рядом расформированного военного городка 210 зенитного ракетного ордена Красной Звезды полка (В/ч 51890).